# 罗德里克

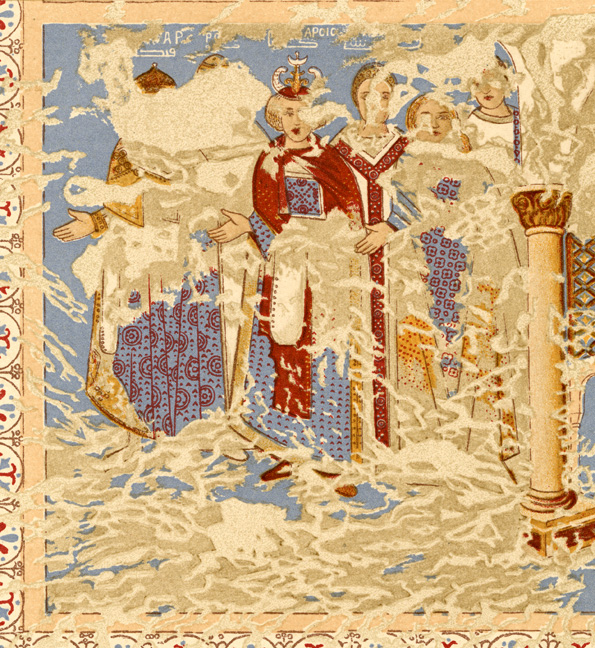
罗德里克

罗德里克（西班牙语，羅馬化：Ludharīq；公元711年或712年去世）是西哥特王國国王，在公元710年至712年间执政了很短的一段时间，在坊间流传的说法中认为他是“西哥特最后一位国王”。在历史中他的身份已很难考证。
他的统治没有得到所有人的支持，有些记载认为他暗杀了前任国王维蒂扎。在登上王位前，罗德里克大概是贝提卡的公爵。考古证据和两个尚存的国王名单表明，此时另一个国王阿吉拉二世统治了王国的东北部，他与罗德里克的关系尚不清楚。由于罗德里克统治短暂，且专注于应对穆斯林袭击，他们可能从未真正开战。罗德里克的“篡位”使得即使是在他自己的势力范围，包括他的首都托莱多，都存在着反对者。
但可以确定的是，他与他的敌手各自统治了一部分西班牙（包括盧西塔尼亞及迦太基）。后来，罗德里克在瓜达莱特战役战败并被入侵的穆斯林杀死。其遗孀伊吉罗娜据传与西班牙的第一位穆斯林总督阿卜杜勒·阿齊茲·穆薩·努賽爾结婚。
| 統治者頭銜      | 統治者頭銜           | 統治者頭銜          |
| --------------- | -------------------- | ------------------- |
| 前任者： 維提扎 | 西哥特王 710年–712年 | 繼任者： 阿吉拉二世 |

1. ↑  Bernard F. Reilly (1993), The Medieval Spains (Cambridge: Cambridge University Press), 49–50.
2. ↑  Collins (1989), 28, and (2004), Visigothic Spain, 409–711 (London: Blackwell Publishing), 130–2,提供了关于王位继承争议的摘要。